# Georgij Pahimer
Georgij Pahimer (grško: Γεώργιος Παχυμέρης), bizantinski zgodovinar, * 1242, Nikeja, Bitinija, † približno 1310.
Pahimer je bil zgodovinar pri Paleologih in je napisal kroniko med letoma 1255 in 1308.